# Prélature territoriale de Tromsø
La prélature territoriale de Tromsø est l'une des trois circonscriptions territoriales de l'église catholique romaine en Norvège. Elle a été érigée canoniquement par le pape Jean-Paul II le 28 mars 1979. Il avait auparavant été érigé en vicariat apostolique par Pie XII le 18 février 1955. Son évêque siège à l'Église catholique de Tromsø, le siège étant actuellement vacant. Sa juridiction s'étend sur la Norvège septentrionale (le Nord-Norge), ainsi que le Svalbard.
La prélature tire son origine du diocèse (1030), puis de l'archidiocèse (1153) de Nidarós (actuelle Trondheim) dont la juridiction s'étendait un temps sur toute la Norvège et l'Islande. Il fut supprimé en 1537 après la fuite de son évêque face à la Réforme protestante. Enfin, il fut restauré en 1931 en tant que mission sui iuris, puis en 1944 en tant que préfecture apostolique.